# Vladimir Alekseevič Miljutin
Vladimir Alekseevič Miljutin, in russo Владимир Алексе́евич Милю́тин? (Mosca, 1821 – Mosca, 17 agosto 1855), è stato un economista, scrittore e storico russo.

## Biografia
Miljutin nacque a Mosca nel 1821 da una famiglia nobile che aveva ottenuto il titolo all'epoca di Pietro il Grande col merito di aver aperto in Russia la prima fabbrica di seta. Vladimir era figlio del conte Alexej Michailovič Miljutin (1780-1846) e di sua moglie, Elizaveta Dmitrievna Kiselëvova, sorella del conte Pavel Dmitrievič Kiselëv, riformatore durante il regno di Nicola I di Russia e grande sostenitore della liberazione dei contadini. Suoi fratelli erano Boris, Dmitrij e Nikolaj.
Nel 1843 si diplomò al ginnasio di Mosca e studiò successivamente alle università di Mosca e San Pietroburgo, laureandosi in quest'ultima città in giurisprudenza nel 1847.
Nel 1850 si specializzò in diritto pubblico e venne nominato professore a contratto all'Università di San Pietroburgo. La sua dissertazione "Sugli immobili del clero in Russia" (pubblicata dopo la morte dell'autore in "Letture nella Società di Mosca della storia e delle antichità russe ", 1859-1861 e in un'edizione separata), attirò l'attenzione del pubblico sul giovane scienziato. L'opera dava per la prima volta una notevole attenzione non solo sulla questione dei diritti patrimoniali della chiesa nell'antica Russia, ma anche sull'amministrazione della chiesa e sul rapporto della chiesa con lo stato russo nell'Ottocento. Miljutin fu in questo senso uno storico che utilizzò un metodo storico-comparativo.
Nel 1853 venne trasferito alla cattedra di diritto ecclesiastico.
Nel 1843 fu eletto a pieno titolo membro della Società Geografica Imperiale Russa e lavorò anche per il dipartimento di statistica; nel 1852 divenne segretario e redattore del periodico della società, ampliandone notevolmente il programma. Assieme allo scrittore Zablotskij compì un viaggio nelle province occidentali e meridionali della Russia nel 1849 per studiare alcuni settori dell'economia domestica locale; questo viaggio gli diede l'idea per gettare le basi per la costituzione di una statistica storica della Russia, ma la sua morte il 17 agosto 1855 gli impedì di portare a compimento il progetto.

## La visione economica
La sua prima opera, intitolata  "Proletari e pauperismo" (1846), gli attirò l'attenzione generale, e nel 1847 Vladimir si unì alla cerchia di V. N. Majkov. Pur non negando il metodo descrittivo usato dagli economisti a lui contemporanei, e non contestando l'obiettivo delle teorie socialiste di applicare alla vita le verità scientifiche,  Miljutin però riteneva che il vero obiettivo dell'economia politica fosse la scoperta delle leggi generali e permanenti con cui si realizza lo sviluppo materiale delle società. Proprio come V. N. Maikov, Miljutin nei suoi articoli si distinse come uno dei proto-positivisti russi. Tuttavia, a differenza di Maikov, Miljutin seguì l'ideale filosofico espresso da Auguste Comte. Gli articoli e le opere di Miljutin ebbero una notevole influenza sul pensiero della gioventù universitaria della sua epoca, contribuendo alla diffusione di nuove idee.